# Gorawit Wongkrai

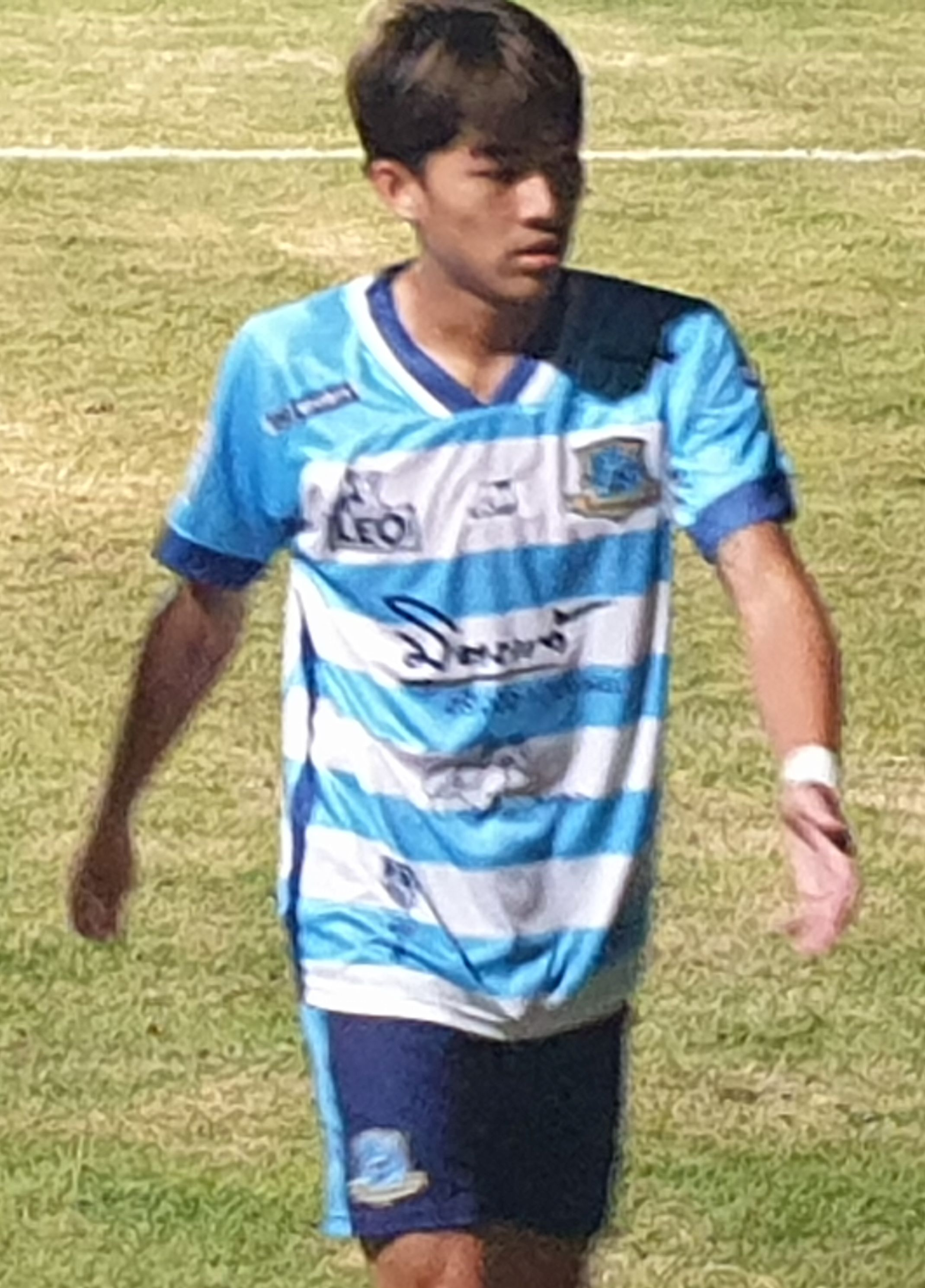

Gorawit Wongkrai (thailändisch รัฐพงศ์ พรมลา; * 27. Dezember 2004) ist ein thailändischer Fußballspieler.

## Karriere
Gorawit Wongkrai erlernte das Fußballspielen in der Jugend des Pattaya United FC. Hier unterschrieb er Anfang Januar 2025 seinen ersten Vertrag. Der Verein aus dem Seebad Pattaya spielt in der zweiten Liga, der Thai League 2. Sein Zweitligadebüt gab Gorawit Wongkrai am 4. Januar 2025 (18. Spieltag) im Auswärtsspiel gegen den Chainat Hornbill FC. Bei dem 2:0-Auswärtserfolg wurde er in der 82. Minute für Kongphop Luadsong eingewechselt. In seiner ersten Spielzeit bestritt er sechs Zweitligaspiele. Am Ende der Saison 2024/25 belegte er mit Pattaya den 16. Tabellenplatz und musste somit in die dritte Liga absteigen.